# رومانشيون
الرومانشيون هم شعب وعرقية في سويسرا، والمتحدثون الأصليون للغة الرومانشية. وهم غالباً يتحدثون عدة لغات، فهم يتحدثون الألمانية (كلاً من الفصحى والمحلية) وأحياناً الإيطالية.